# グラゾフ
座標: 北緯58度08分00秒 東経52度39分00秒 / 北緯58.13333度 東経52.65000度

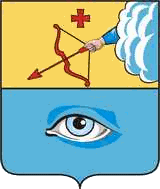
グラゾフの市章

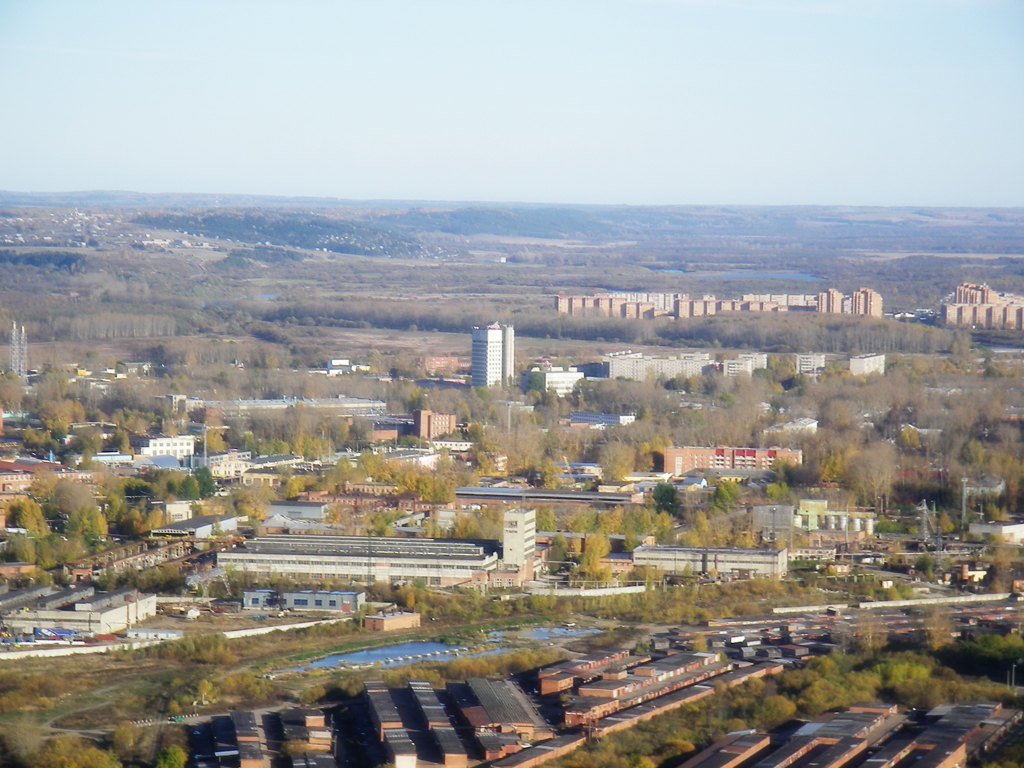
グラゾフ市街地

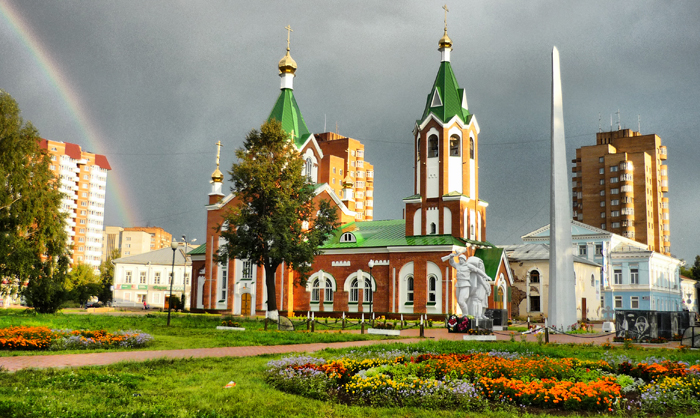
グラゾフ中心部の聖堂

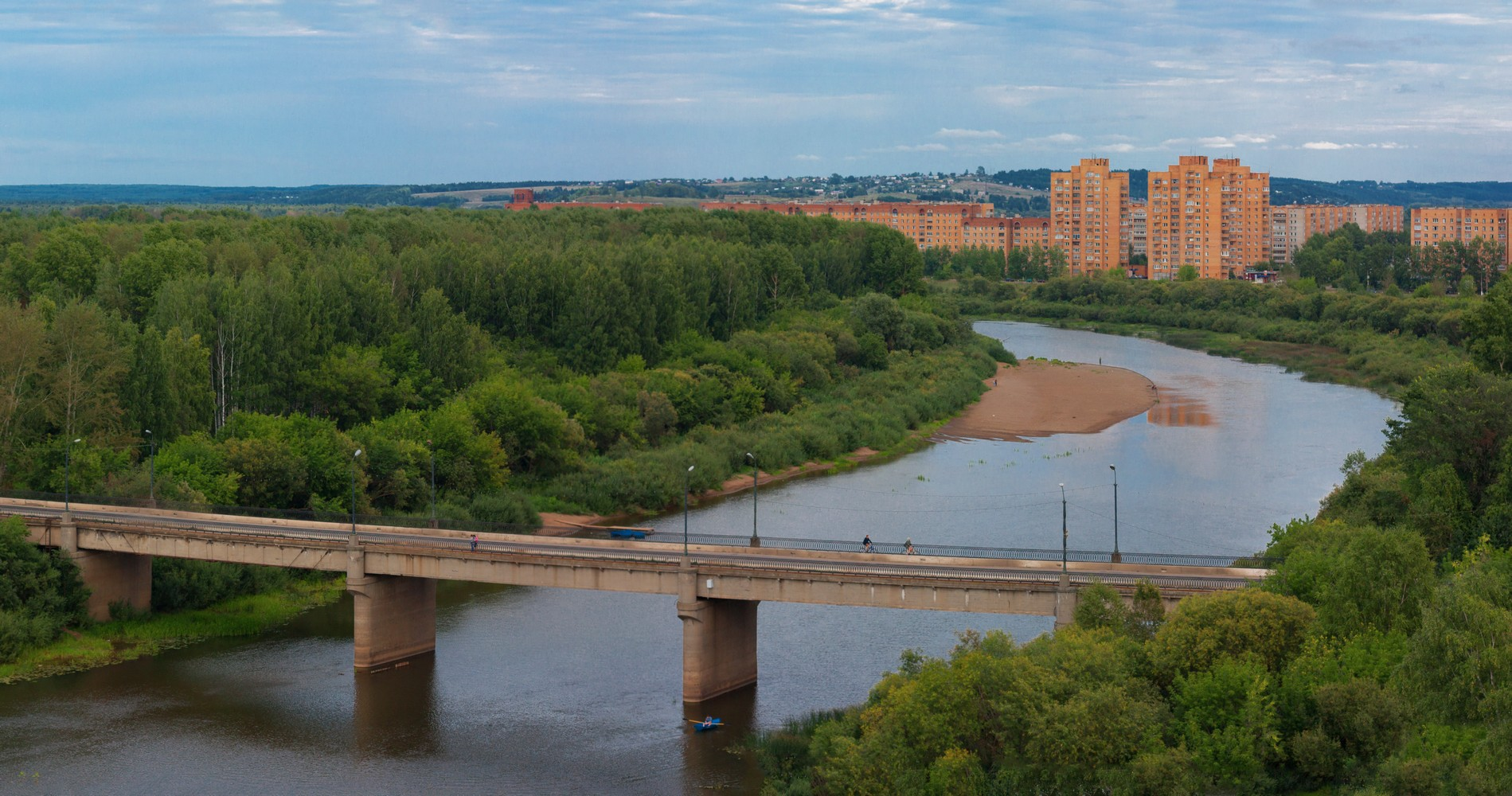
グラゾフ市街とチェプツァ川

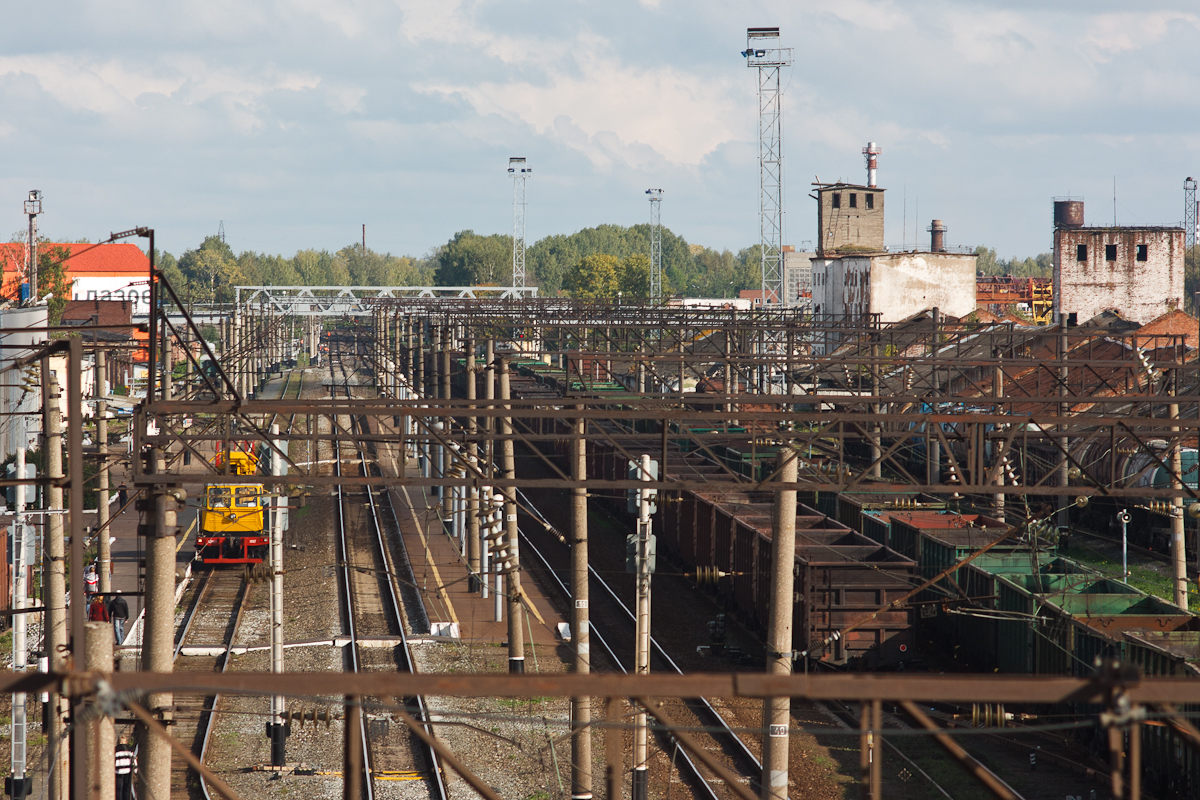
グラゾフの鉄道駅

グラゾフ（ロシア語: Глазов、ラテン文字表記の例: Glazov, ウドムルト語: Глаз, グラズ）は、ロシアのウラル山脈の西側にあるウドムルト共和国の都市。人口は8万7762人（2021年）。
首都モスクワから東へ1,160キロメートル、共和国の首都イジェフスクからは北へ180キロメートルに位置する。シベリア鉄道がチェプツァ川を渡る所にある。ミハイル・ゴルバチョフ前ソ連大統領の母方の祖先はグラゾフの農奴であった。

## 歴史
グラゾフの記録への初出は1678年で、当時はグラゾヴォという村であり、グラゾフという当地の名家の名をとった地名であった。
エカチェリーナ2世の地方改革中の1780年にグラゾフは市の地位を得た。当時はヴャトカ県に属していた。当時の人口は千人に達せず、重要性のない田舎町の時期が長く続いた。このため流刑地としても使われ、19世紀末の作家ウラジミール・コロレンコは1880年代に政治犯として流刑され当地に住んでいた。
19世紀の終わりに鉄道が通り、後にシベリア鉄道へ向かう列車が通るようになった。20世紀になると鉄道を用いた農産物の取引や輸送で発展を始め、ソビエト連邦の時代になると工業化が進んだ。20世紀後半にはプレハブ製の団地が近郊に広がった。しかし中心部は1780年に市となった頃の新古典主義的な都市計画に基づく街路が残っており、伝統的な木造住宅も多く残る。

## 経済
グラゾフの主な企業はチェペツキー機械工場であり、この会社は濃縮ウランなどの核燃料を製造している。その他には機械工業や建材工業などが立地している。

## 出身者
- オリガ・クニッペル - 俳優、アントン・チェーホフの妻
- エリザベータ・トゥクタミシェワ - フィギュアスケート選手